# Leptolalax ventripunctatus
Espèce
Statut de conservation UICN

 DD  : Données insuffisantes
Leptolalax ventripunctatus est une espèce d'amphibiens de la famille des Megophryidae.

## Répartition
Cette espèce est endémique du Sud de la province du Yunnan en République populaire de Chine. Elle se rencontre entre 850 et 1 000 m d'altitude dans le xian de Mengla. Sa présence est incertaine au Laos et au Viêt Nam,.

## Publication originale
- Fei, Ye & Huang, 1990 : Key to Chinese Amphibians. Chongqing, China, Publishing House for Scientific and Technological Literature, p. 1-364.